# Richelle Mead
Richelle Mead (12 de noviembre de 1976) es una escritora estadounidense de superventas del género fantástico. Es conocida por la serie de Georgina Kincaid, Vampire Academy, y la serie Dark Swan.

## Educación y carrera
Richelle Mead nació en Míchigan, pero actualmente vive en un suburbio de Seattle: Kirkland, Washington, en los Estados Unidos. Tiene tres titulaciones, las cuales son: Licenciatura de Estudios Generales de la Universidad de Michigan; Maestría en Religión Comparada en la Universidad Occidental de Michigan y la Maestría de Enseñanza en la Universidad de Washington. Su última carrera le permitió ser maestra de octavo grado en los suburbios de Seattle, donde impartió las clases de Estudios Sociales e Inglés. Mead siguió escribiendo en su tiempo libre, hasta que su primera novela fue lanzada al público, Succubus Blues. Esto le permitió renunciar a su trabajo de profesora y dedicarse a la escritura a tiempo completo, por lo que sus demás libros fueron publicados rápidamente. Por otro lado gran parte de su familia reside en Nueva Zelanda.

### Novelas

#### Serie Georgina Kincaid
1. Succubus Blues - 27 de febrero de 2007: Nominado en el 2007 a los Reviewers' Choice Awards en la categoría Mejor Novela de Fantasía Urbana.[6]
2. Succubus on Top - 18 de diciembre de 2007: Título en el Reino Unido United: Succubus Nights
3. Succubus Dreams - 30 de septiembre de 2008
4. Succubus Heat - 26 de mayo de 2009
5. Succubus Shadows - 30 de marzo de 2010
6. Succubus Revealed - 30 de agosto de 2011

#### Serie Dark Swan
1. Storm Born - 5 de agosto de 2008: Nominado en el 2008 a los Reviewers' Choice Awards en la categoría Mejor Novela de Fantasía Urbana[7]
2. Thorn Queen - 28 de julio de 2009
3. Iron Crowned - 22 de febrero de 2011
4. Shadow Heir - 27 de diciembre de 2011[8]

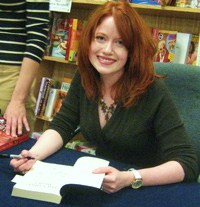
Richelle Mead firmando libros en Naperville, Illinois.

#### Serie Age of X
1. Gameboard of the Gods - 4 de junio de 2013
2. The Immortal Crown - 29 de mayo de 2014
3. The Eye of Andromeda - 2015

#### Serie The Glittering Court
1. The Glittering Court - 2016
2. Midnight Jewel - 2017
3. The Emerald Sea - 2018

### Novelas para jóvenes adultos

#### Serie Vampire Academy
1. Vampire Academy - 16 de agosto de 2007: Reconocido por The American Library Association en el 2008 por Reclutar a Jóvenes Adultos Reacios a la Lectura[9]
2. Sangre Azul (Frostbite) - 10 de abril de 2008: Reconocido por The American Library Association en el 2009 por Reclutar a Jóvenes Adultos Reacios a la Lectura[10]
3. Bendecida por las Sombras (Shadow Kiss) - 13 de noviembre de 2008
4. Promesa de Sangre (Blood Promise) - 25 de agosto de 2009
5. Deuda de Espíritu (Spirit Bound) - 18 de mayo de 2010: Nominado en el 2011 a los Children's Choice Book Awards en la categoría Teen Choice Libro del Año[11]
6. (Last Sacrifice) - 7 de diciembre de 2010

El primer libro de esta saga tiene adaptación cinematográfica bajo el nombre de Vampire Academy

#### Serie Bloodlines
Mead escribió una serie de seis libros derivada de Vampire Academy, utilizando a personajes secundarios como: Sydney, Jill, Eddie and Adrian y el mismo universo de la primera serie.
1. Bloodlines - 23 de agosto de 2011, ISBN 1-59514-317-3
2. The Golden Lily  - 12 de junio de 2012, ISBN 1-59514-318-1[13]
3. The Indigo Spell - 12 de febrero de 2013
4. The Fiery Heart - 19 de noviembre de 2013
5. Silver Shadows - 29 de julio de 2014
6. The Ruby Circle - 10 de febrero de 2015

#### Novelas independientes
Soundless - 17 de noviembre de 2015

### Novelas infantiles
- Doctor Who: Something Borrowed, the sexto Puffin E-short protagonizando el Sexto Doctor y Peri Brown - 23 de junio de 2013[14]

### Antologías
- “Brushstrokes”, Dreams & Desires Vol. 1 - febrero de 2007: editorial Freya’s Bower (participación de los personajes de la serie Georgina Kincaid)
- “City of Demons”, Eternal Lover - abril de 2008: editorial Kensington (participación de los personajes de la serie Georgina Kincaid)
- “Blue Moon”, Immortal: Love Stories With Bite - agosto de 2008: editorial BenBella Books
- “Sunshine”, Kisses From Hell - agosto de 2010: editorial HarperTeen (participación de los personajes de la serie Vampire Academy)
- "Homecoming", Foretold - agosto de 2012 (participación de los personajes de la serie Vampire Academy)

## Premios
- Mención Honorífica en el 2009 en los P.E.A.R.L Awards en la categoría Mejor Romance Fantástico por el libro Thorn Queen en el 2009[15]
- Ganador en el 2010 en los Teen Read Awards en la categoría Mejor Serie Juvenil por la serie Vampire Academy[16]
- Ganadora en el 2010 en los Goodreads Choice Awards en la categoría Goodreads Author[17]
- Nominado en el 2010 en los Goodreads Choice Awards en la categoría Fantasía Paranormal por el libro Succubus Shadows[18]
- Nominado en el 2011 en los Kids' Choice Awards en la categoría Libro Favorito por la serie Vampire Academy[19]
- Ganador en el 2011 en los Goodreads Choice Awards en la categoría Mejor Novela Gráfica y Cómic por la novela gráfica de Vampire Academy[20]
- Nominado en los Goodreads Choice Awards en la categoría Libro Favorito del 2011 por el libro Bloodlines[21]
- Nominado en el 2011 en los Goodreads Choice Awards en la categoría Mejor Fantasía Paranormal por el libro Succubus Revealed[22]
- Nominado en el 2011 en los Goodreads Choice Awards en la categoría Mejor Fantasía Juvenil y Ciencia Ficción por el libro Bloodlines[23]
- Nominado en el 2011 en los Goodreads Choice Awards en la categoría Best Goodreads Author[24]
- Ganador en el 2013 en los Romantic Times Reviewers' Choice Best Book Awards en la categoría YA Protagonist por el libro The Fiery Heart[25]
- Nominado en el 2013 en los Romantic Times Reviewers' Choice Best Book Awards en la categoría Romance Futurista por el libro Gameboard of the Gods[25]